# Noemi Zbären
Noemi Zbären (Langnau im Emmental, Suiza, 12 de marzo de 1994) es una atleta suiza especializada en la prueba de 100 m vallas, en la que consiguió ser subcampeona mundial juvenil en 2011.

## Carrera deportiva
En el Campeonato Mundial Juvenil de Atletismo de 2011 ganó la medalla de plata en los 100 m vallas, con un tiempo de 13.17 segundos que fue su mejor marca personal, llegando a meta tras la estadounidense Trinity Wilson (oro con 13.11 segundos) y por delante de otra estadounidense Kendell Williams (bronce con 13.28 segundos).